# Shahrestān di Oshnavieh
Lo shahrestān di Oshnavieh (farsi شهرستان اشنویه) è uno dei 17 shahrestān dell'Azarbaijan occidentale, in Iran. Il capoluogo è Oshnavieh. Lo shahrestān è suddiviso in 2 circoscrizioni (bakhsh): 
- Centrale (بخش مرکزی)
- Nalus (بخش نالوس)